# A Consagração da Casa
A Consagração da Casa (em alemão: Die Weihe des Hauses) é uma obra musical escrita por Ludwig van Beethoven em 1822 para a inauguração do Theater in der Josefstadt em Viena, que ocorreu em 3 de outubro do mesmo ano.
Relatos de Anton Felix Schindler — um dos primeiros biógrafos de Beethoven — descrevem um passeio, no qual Beethoven parou para escrever dois temas para a abertura. "Ele explicou que estava planejando desenvolver um deles livremente e o outro no estilo formal de Händel […] há muito tempo ele acalentava a ideia de escrever uma abertura especificamente no estilo de Händel". Na composição como conhecemos hoje não pode ser observado o desenvolvimento livre de tema, mas nota-se a presença de elementos handelianos.
A obra foi composta como se fosse um grande prelúdio e fuga.  Inicia-se com uma ampla e nobre melodia de marcha, tocada inicialmente pelas madeiras com acompanhamento de pizzicato e contrabaixo suave. A segunda seção é marcada pela entrada dos trompetes com bastante brilho, acompanhados pelo moto perpetuo dos fagotes executado em semicolcheias.  A última seção é um fugato que acaba encaminhando ao alegro principal.
A Consagração da Casa é considerada como a melhor dentre as últimas aberturas de Beethoven e mostra como poderiam ser os oratórios e concertos que ele pretendia escrever ao estilo de Händel.